# Welshpool Frillies
Welshpool Frillies è il 39º album in studio del gruppo musicale statunitense Guided by Voices, pubblicato nel 2023.

## Tracce
Testi e musiche di Robert Pollard.
1. Meet the Star – 3:26
2. Cruisers' Cross – 3:30
3. Romeo Surgeon – 3:18
4. Chain Dance – 1:58
5. Why Won't You Kiss Me – 2:09
6. Animal Concentrate – 2:38
7. Cats on Heat – 1:39
8. Mother Mirth – 1:27
9. Don't Blow Your Dream Job – 3:34
10. Awake Man – 2:19
11. Rust Belt Boogie – 4:08
12. Seedling – 2:47
13. Better Odds – 2:43
14. Radioactive Pigeons – 2:30
15. Welshpool Frillies – 2:54

## Formazione
- Robert Pollard – voce, chitarra
- Bobby Bare Jr. – chitarra, cori
- Doug Gillard – chitarra, cori
- Kevin March – batteria, cori
- Mark Shue – basso, cori